# Сръбски национализъм
Сръбски шовинизъм пренасочва насам.  За книгата на Боян Пенев вижте Сръбският шовинизъм.
Сръбският национализъм е политическа доктрина, според която сърбите са нация. Тя е форма на етнически национализъм, възникнала в контекста на общия възход на национализма в Османската империя през XIX век. Сръбският национализъм играе важна роля в Балканските войни, Първата световна война и Югославските войни.